# San Giovanni Battista (Francesco del Cossa)
San Giovanni Battista  è un dipinto tempera a uovo su tavola (112×55 cm) di Francesco del Cossa, databile al 1472-1473 e conservato nella Pinacoteca di Brera di Milano. L'opera era lo scomparto destro del Polittico Griffoni.

## Storia
Francesco del Cossa si trovava da poco a Bologna quando ricevette dalla famiglia Griffoni, la commissione di una pala d'altare per la propria cappella nella basilica di San Petronio, realizzata con la collaborazione di un altro maestro ferrarese, il più giovane ma molto promettente Ercole de' Roberti. La scelta di san Vincenzo Ferrer era legata alla dedica della cappella, voluta probabilmente dai Domenicani, essendo il santo canonizzato da relativamente poco (1448) ed essendo l'Ordine impegnato in una forte opera di diffusione del culto.

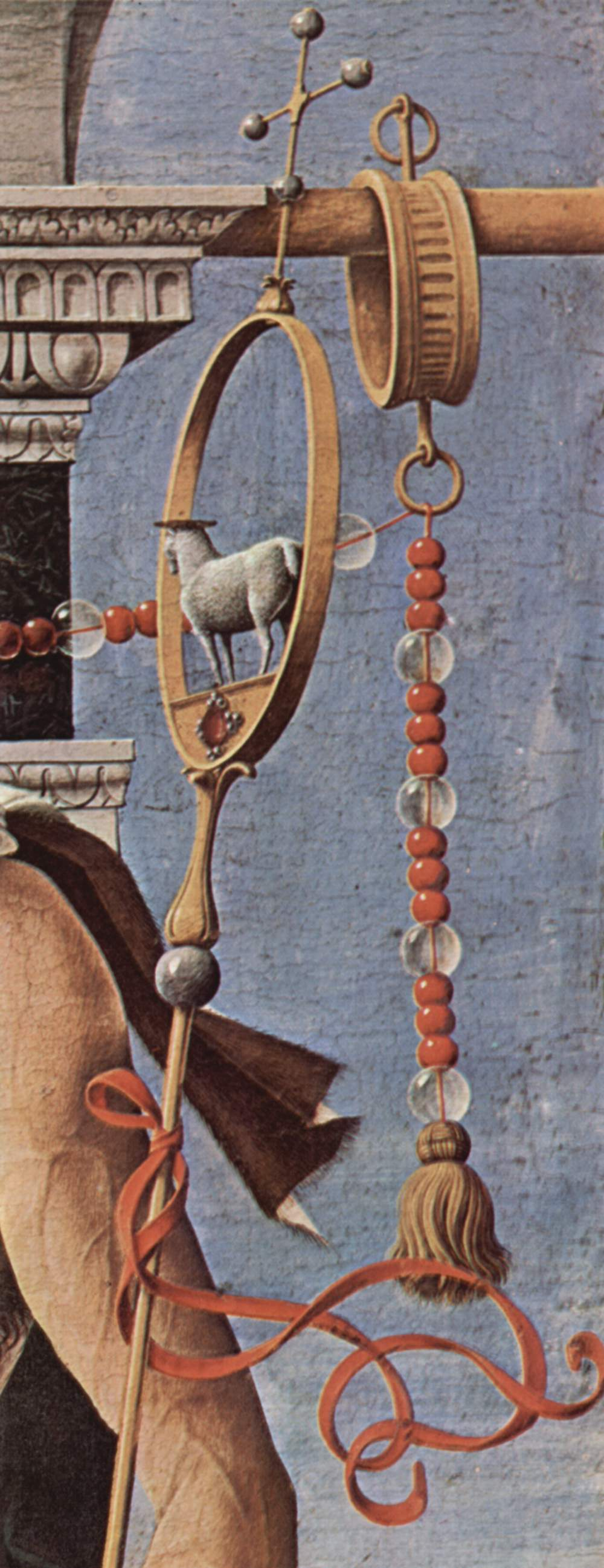
Dettaglio dell'"Agnus Dei"

L'opera rimase nella cappella fino al 1725-1730, quando venne smembrata e immessa nel mercato antiquario in lotti separati: da allora i pannelli si dispersero. I due pannelli laterali di San Pietro e San Giovanni Battista vennero acquistati dal direttore della galleria Giuseppe Cavalieri nel 1893 su suggerimento di Adolfo Venturi.
Il polittico venne ricostruito virtualmente da Roberto Longhi nel 1935, con il fondamentale saggio Officina ferrarese.

## Descrizione e stile
San Giovanni Battista è raffigurato in piedi su un masso scheggiato dietro a un pilastro che sembra appartenere a un loggiato antico in rovina. La sua figura è possente e irsuta, con un forte senso di solenne monumentalità, derivato dalla conoscenza di Piero della Francesca. Spicca nella sua figura il panneggio rosso complessamente ripiegato e l'attenzione anatomica in dettagli anche minuti come la vene del braccio. Il santo è caratterizzato da elementi tipici del suo leggendario eremitaggio nel deserto: la veste di pelliccia animale, la barba, i calzari di pelle, la lucertola alla base della figura. Anche il bastone con la croce è tipico e il cartiglio riporta la frase EG[O] VO[X CLAMAN]TES IN DESERTO (Giovanni 1, 22-23), al posto del tipico "Ecce Agnus Dei": ma all'Agnello di Dio rimanda già la figura entro il cerchio sul bastone, scorciata con grande virtuosismo.
Sullo sfondo si vede una pertica che corre dal capitello del pilastro e che prosegue nel pannello un tempo attiguo del San Vincenzo Ferrer nella National Gallery di Londra. Ad essa sono appesi due anelli che reggono un filo di perle di corallo rosso e cristallo di rocca, chiude da nappe. Si tratta di elementi decorativi all'antica che risalgono all'esempio degli squarcioneschi, ben radicato in tutta l'Italia settentrionale. In fondo si apre poi un paesaggio molto lontano e con la linea dell'orizzonte particolarmente ribassata, caratterizzato da estrose vedute di grotte, speroni stalagmitici, archi naturali, castelli e città che sembrano germinare dalle rocce, tipici della grande fantasia dell'artista. Grazie all'uso uniforme della luce chiara e della prospettiva, l'artista riuscì a conferire un senso di naturalezza anche a questi elementi più fantasiosi e improbabili.